# 宮部襄

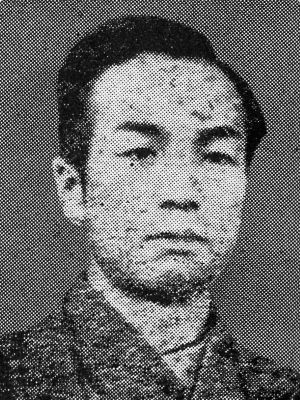
宮部襄

宮部 襄（みやべ のぼる、弘化4年4月4日〈1847年5月18日〉 - 1923年〈大正12年〉9月5日/9日）は、日本の民権運動家、政治家。衆議院議員（1期）。通称・八太郎。

## 経歴
高崎藩士・宮部義比の第三子として柳川町に生まれる。宮部家は高崎藩家老を勤めた家柄であった。15歳の時江戸へ出て安井息軒に学ぶ。帰郷後は高崎藩英学校に学び、高崎藩中小姓として出仕、下仁田戦争に従軍した。
1869年（明治2年）高崎藩貢士として京都で出仕した。高崎に帰ってからは大属兼文武学校総裁に抜擢。藩内で発生した五万石騒動の収拾に尽力した。1870年（明治3年）に藩主・大河内輝声を廃して弟の輝剛を擁立する藩政改革を企てたが発覚し、翌年石上寺に謹慎を命じられた。
高崎県大参事・安岡良亮の知遇を得たことで彼の異動に従い、度会県史生、白川県大属、熊本県警部を歴任。1877年（明治10年）に群馬県に帰り、群馬県庁で第四課長、三等警部、警保課長兼庶務課長、学務課長などを歴任、1880年（明治13年）には群馬県師範学校校長に任命された。
官職にありながら自由民権運動に共鳴し、1879年（明治12年）4月には長坂八郎、深井卓爾、伊賀我何人とともに政治結社・有信社を設立。1881年（明治14年）に官職を辞し、自由党の結成に参加し幹事となった。また自由新聞を発刊し、広徳館の館長となった。板垣退助や中島信行を高崎に招いて政談演説会を催したほか、福島事件・群馬事件・秩父事件などに直接・間接に関与した。
1884年（明治17年）、政府の密偵とされた照山峻三の殺害に関与した嫌疑で深井卓爾らとともに有期徒刑12年の判決を受けた。樺戸集治監に収監され、1894年（明治27年）に恩赦で出獄した。
1904年（明治37年）の第9回衆議院議員総選挙において高崎市選挙区から無所属で立候補して当選した。立憲政友会に入り、衆議院議員を1期務めた。1908年（明治41年）の第10回衆議院議員総選挙では落選した。
1923年（大正12年）東京で死去。
墓所は高崎市の安国寺。